# Bujanka śmigłówka
Bujanka śmigłówka (Systoechus ctenopterus) – gatunek muchówki z rodziny bujankowatych i podrodziny Bombyliinae. Zamieszkuje krainę palearktyczną od Półwyspu Iberyjskiego i Maroka po wschodnią Syberię i zachodnie Chiny.

## Taksonomia
Gatunek ten opisany został po raz pierwszy w 1796 roku przez Johanna Christiana Mikana pod nazwą Bombylius ctenopterus. Lokalizacja typowa znajduje się w Czechach.

## Morfologia
Muchówka ta osiąga od 6 do 9 mm długości ciała o zwartej budowie. Oskórek ma opalizująco czarny, opylony i porośnięty długim, gęstym, u samca złotożółtym, a u samicy żółtym i białym owłosieniem. 
Głowa jest wyraźnie węższa od tułowia, w widoku bocznym prawie trójkątna, wskutek wystającej twarzy. Oczy złożone są półkuliste, o całobrzegich tylnych krawędziach; u samców leżą bliżej siebie niż u samic, będąc rozstawionymi na odległość równą tej między tylnymi przyoczkami. Trzy przyoczka umieszczone są na małym wzgórku przyoczkowym; przednie z nich jest znacznie szersze od tylnych. Czułki są krótsze od głowy, drugi człon mają koralikowaty, trzeci zaś tak długi jak dwa poprzednie razem wzięte, wyposażony w dwuczłonową aristę oraz dołek czuciowy. Policzki są bardzo wąskie. Aparat gębowy ma sterczący ku przodowi ryjek.
Tułów jest krótki, szeroki, na przedzie wysklepiony. Skrzydła są duże, u nasady czerwonobrunatne, gdzie indziej przezroczyste. Komórki podstawowe radialna i medialna są takiej samej długości. Przezmianki są jasne. Odnóża są długie i smukłe, ubarwione czarno z jasnymi kolanami. Stopy wieńczą smukłe przylgi oraz długie i ostre pazurki.
Odwłok jest podługowato-owalny.

## Ekologia i występowanie
Owad ten zasiedla nasłonecznione skraje lasów, polany leśne, murawy kserotermiczne, skąpo porośnięte wydmy śródlądowe i piaskownie, przydroża, przytorza, parki i ogrody. Owady dorosłe latają od maja do sierpnia. Odwiedzają kwiaty celem żerowania na nektarze. Larwy żerują w złożach jaj owadów prostoskrzydłych.
Gatunek palearktyczny. W Europie znany jest z Portugalii, Hiszpanii, Francji, Belgii, Niemiec, Szwajcarii, Austrii, Włoch, Danii, Szwecji, Norwegii, Finlandii, Estonii, Łotwy, Litwy, Polski, Czech, Słowacji, Węgier, Ukrainy, Mołdawii, Rumunii, Bułgarii, Słowenii, Chorwacji, Serbii, Macedonii Północnej, Grecji oraz europejskiej części Rosji. W Afryce Północnej zamieszkuje Maroko, Algierię i Egipt. Ponadto podawany jest z Syberii, Turcji, Gruzji, Armenii, Azerbejdżanu, Izraela, Kazachstanu, Iranu oraz Sinciangu w Chinach. W Polsce jest owadem pospolitym.